# طاووس قرمز اوریکا
طاووس قرمز اوریکا با نام علمی (Aulonocara jacobfreibergi)، گونه ای ماهی از خانواده سیچلایدهاست. این گونه به نام طاووس فرایبرگ و سیچلاید پری نیز شناخته می‌شود. آنها جزو ماهیان چند ریختی بوده و در چند رنگ مختلف وجود دارند. از جمله قرمز یا زرد. آنها به‌طور کلی می‌توانند تا حدود ۱۵ سانتیمتر رشد کنند.
این ماهی بومی مالاوی و در نکودزی، خلیج میمون، نانکومبا، جزایر دوموی و اوتر پوینت در دریاچه مالاوی مشاهده شده‌است.